# Marin Buresić
Marin Buresić (? - 1572.) je hrvatski prevoditelj iz Dubrovnika iz doba renesanse.
Preveo je zbornik Disticha moralia Catonis (naslov prijevoda Zlate riječi nauka Katovijeh) radi pouke sinu koji je studirao u Mletcima. 